# Dmitrij Prianisznikow
Dmitrij Nikołajewicz Prianisznikow (ros. Дмитрий Николаевич Прянишников, ur. 25 października?/6 listopada 1865 w Kiachcie, zm. 30 kwietnia 1948 w Moskwie) – rosyjski chemik rolny i fizjolog roślin.

## Życiorys
Od śmierci ojca w 1868 mieszkał z matką w Irkucku, gdzie w 1883 skończył gimnazjum, po czym podjął studia na Wydziale Fizyczno-Matematycznym Uniwersytetu Moskiewskiego, w 1887 ukończył studia przyrodnicze. W 1889 ukończył Pietrowską Akademię Rolniczą (obecnie Moskiewska Akademia Rolnicza im. Timiriazewa), w 1891 został magistrem, a w 1900 doktorem nauk, był delegowany naukowo do Niemiec, Francji i Szwajcarii. Od 1894 do końca życia był profesorem i kierownikiem katedry Moskiewskiego Instytutu Rolniczego (od 1923: Moskiewskiej Akademii Rolniczej im. Timiriazewa), w latach 1891−1931 był wykładowcą Uniwersytetu Moskiewskiego, 1907-1913 zastępcą dyrektora ds. naukowych, 1916-1917 dyrektorem instytutu, a 1919-1929 kierownikiem wydziału agrotechnicznego tego Moskiewskiego Instytutu Rolniczego/Moskiewskiej Akademii Rolniczej. W 1913 został członkiem Petersburskiej Akademii Nauk (późniejszej Akademii Nauk ZSRR), a od 1935 Ogólnozwiązkowej Akademii Nauk Rolniczych. Prowadził badania dotyczące m.in. nawożenia mineralnego i organicznego, odżywiania się roślin (zwłaszcza roli związków azotowych w roślinach). Jego badania soli potasowych i fosforytów przyczyniły się do rozwoju przemysłu nawozowego w ZSRR i rozpowszechnienia chemizacji rolnictwa. Opracował nowe metody badawcze w analizach chemiczno-rolniczych. Był twórcą rosyjskiej szkoły agrochemicznej. Od 1920 do 1925 był członkiem Państwowego Komitetu Planowania (Gospłanu) ZSRR, a w latach 1925−1929 pracował w Komitecie ds. Chemizacji Gospodarki Narodowej, 1929−1941 kierował katedrą chemii agrochemicznej Wydziału Biologicznego Moskiewskiego Uniwersytetu Państwowego. W 1929 został akademikiem Akademii Nauk ZSRR. Zwalczał błędne koncepcje Trofima Łysenki. Wyróżniał się wyjątkową przyzwoitością i odwagą cywilną, przez kilka lat próbował ratować z więzienia genetyka Nikołaja Wawiłowa, interweniując w jego sprawie u Berii i jego zastępcy Kobułowa i pisząc listy do Stalina; przedstawił też uwięzionego Wawiłowa do nagrodzenia Nagrodą Stalinowską. Jego ważniejsze prace to Czastnoje ziemledielije (1898, wyd. 8 1931) i Agrochimija (1934, wyd. 3 1940), wydane także w Niemczech, Jugosławii i Bułgarii. Był honorowym członkiem Szwedzkiej Królewskiej Akademii Nauk Rolniczych (1925), Czechosłowackiej Akademii Rolniczej (1931), Niemieckiej Akademii Przyrodniczej w Halle (1923), członkiem Niemieckiej Akademii Przyrodniczej „Leopoldina” (1925), członkiem Niemieckiego Towarzystwa Botanicznego (1931), Niemieckiego Towarzystwa Botaniki Stosowanej (1931), Amerykańskiego Towarzystwa Fizjologii Roślin (1931), Królewskiego Towarzystwa Botanicznego Niderlandów (1931), członkiem korespondentem Francuskiej Akademii Nauk (1946) i doktorem honoris causa Uniwersytetu Wrocławskiego (1925).

## Odznaczenia i nagrody
- Medal Sierp i Młot Bohatera Pracy Socjalistycznej (10 czerwca 1945)
- Order Lenina (dwukrotnie, 6 grudnia 1940 i 10 czerwca 1945)
- Order Czerwonego Sztandaru Pracy (trzykrotnie, 21 lutego 1936, 24 września 1944 i 1945)
- Order Wojny Ojczyźnianej I klasy (1945)
- Bohater Pracy (1925)
- Nagroda Stalinowska (1941)
- Nagroda im. Lenina (1926)
- Nagroda im. Timiriazewa Akademii Nauk ZSRR (1945)

I medale.